# 小野寛治郎

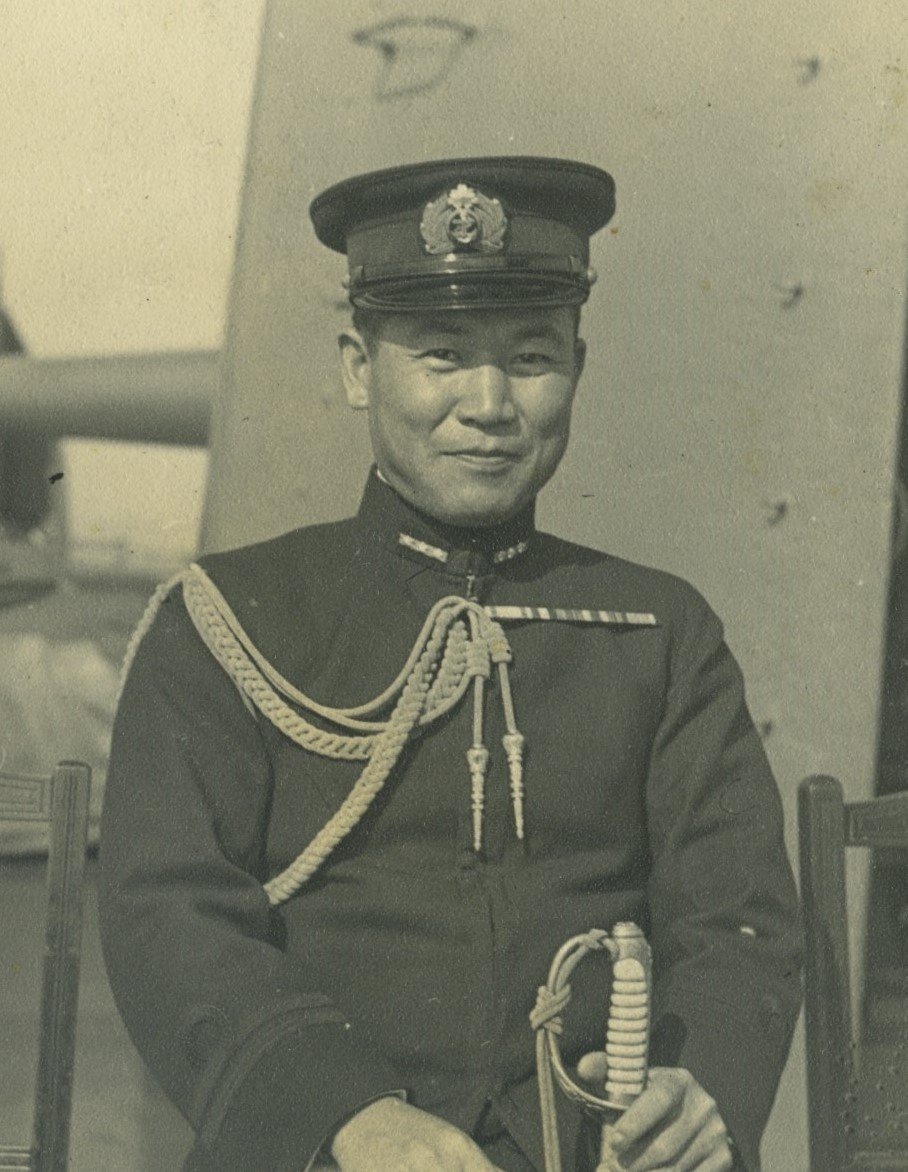
小野寛治郎

小野 寛治郎（おの かんじろう、1906年（明治39年）12月1日 - 1944年（昭和19年）7月8日）は、大日本帝国海軍の軍人。海軍兵学校56期。サイパン島で戦死。最終階級は海軍大佐。旧姓は堂本。

## 経歴
広島県呉市西谷町、堂本永次郎二男。辰川尋常小学校、呉市立工業補習学校卒業後、呉海軍工廠で造船製図見習工として働きながら海軍兵学校を志し、1928年（昭和3年）海軍兵学校（56期）を卒業（卒業席次5番/111人中）。
1929年少尉、1931年中尉任官。1933年「灘風」砲術長。1934年海軍通信学校高等科学生(同年大尉任官)となり、翌年「北上」通信長。以後通信分野を歩む。結婚2年後の1936年、妻の実父小野弥一中将（海兵第33期、予備役）と養子縁組し、小野と改姓した。
1936年12月「出雲」通信長。1937年7月「支那事変(日中戦争)」が始まり、「出雲」は第三艦隊旗艦として上海・揚子江流域の警備・防衛にあたった。12月から第一水雷戦隊参謀(「川内」乗艦)として、中国南部への日本軍の輸送の援護、1938年12月から第十四航空隊通信長(「神川丸」乗艦）として重慶・成都への空爆等の任務に従事した。1939年海軍兵学校教官兼監事に就任し、同年少佐に任官する。1940年11月第一航空戦隊参謀(「加賀」乗艦)に着任し、南支方面航空作戦に従事した。
1941年4月、第一航空艦隊参謀(「赤城」乗艦)に着任し、聯合艦隊機動部隊諸作戦の計画指導に参与する。11月末よりハワイ方面攻撃作に従事。厳重な無線封止を実施した機動部隊は12月8日、「真珠湾攻撃」で奇襲に成功して大きな成果を挙げた。この時用いられた略号電『トラトラトラ』(我奇襲ニ成功セリ)は、小野少佐が航空乙参謀の吉岡忠一と相談して作り、単冠湾での作戦説明の中で伝えたという。「あの有名な『トラトラトラ』という隠語は、この小野参謀が作り、他の隠語などとも、一緒に説明したものである」（源田実当時航空甲参謀）。翌年1月以降、ビスマルク諸島、マーシャル諸島、ダーウィン、ジャバ、セイロン島の各方面諸作戦に従事。「赤城」は4月22日横須賀に帰投した。
5月、ミッドウェー島方面攻撃作戦に従事するが、機動部隊は6月5日の「ミッドウェー海戦」で空母4隻を失い、同作戦は中止された。敗因の一つは暗号被解読で、暗号書と乱数表の更新が遅れた間に作戦や戦術に関する機密電を米側に解読されていたことが、戦後明らかになった。7月の再編成で、第一艦隊参謀兼副官(「長門」乗艦)に転じるが、肺浸潤を患い1ヶ月で退任。湊海軍病院で半年間の療養生活を送る。
1943年3月復職し、通信学校研究部において教育及び警戒の任務にあたった後、軍令部第四部第十課（暗号）、第九課（通信計画）の業務補佐を務める。7月から海軍大学校甲種学生となる。1944年3月卒業（甲種39期）。
1944年3月、中部太平洋方面艦隊参謀兼第十四航空艦隊参謀に補せられ、再び南雲忠一中将の幕僚として、サイパン島内の司令部で通信任務にあたる。5月海軍中佐に昇進。6月15日の米軍上陸以降、司令部は北へと後退し、陸海合同司令部となった後、地獄谷で7月7日の全軍玉砕を決意する。南雲司令長官は、全島陸海軍将兵および軍属に与える玉砕の訓示を行い、6日に自決した。中部太平洋方面艦隊長官発の5日付の訣別電は、7月6日午前2時3分、海陸大臣及び総長宛に発信され、同日22時に連絡を絶った。。この訣別電に関しては、地獄谷の無線機器が使用不能になったため、バナデルに最後電報を打ちに行く小野参謀を見送ったという主計少尉の回想がある。戦死公報における死亡日は、7月8日。サイパンの戦いで同島所在部隊玉砕の際に戦死。37歳没。死後、海軍大佐に昇進。
死去から23年が経過した1967年（昭和42年）12月23日に、戦没者叙勲として勲三等旭日中綬章を受章した。

## 演じた人物
- トラ・トラ・トラ! - 三島耕
- ハワイ・ミッドウェイ大海空戦 太平洋の嵐 - 宝田明